# 2004 XP14
2004 XP14 — сближающийся с Землёй астероид из группы Аполлона.
Астероид 2004 XP14 был открыт 10 декабря 2004 года сотрудниками лаборатории поиска околоземных астероидов (LINEAR). Точный размер 2004 XP 14 не известен. Основываясь на степени яркости, предположено, что его диаметр может достигать от 410 до 920 метров.
3 июля 2006 года астероид пролетел на расстоянии 432308 километров от поверхности Земли. С 2 по 9 июля в Национальном центре управления и испытаний космических средств в Евпатории проводился сеанс работы РТ-70 по сопровождению астероида. В совместных работах использовался сигнал от радиотелескопа РТ-70 (на длине волны 6 см), который принимался антеннами в Симеизе, а также приёмными средствами в России, Италии, Китае.
Проводился эксперимент с американским 70-метровым радиотелескопом в Голдстоуне на волне 3,5 см.